# Dode Moerassen
De Dode Moerassen (Engels: The Dead Marshes) is een plaats in Midden-aarde, de fictieve wereld uit de werken van J.R.R. Tolkien.
In In de Ban van de Ring komen de Dode Moerassen voor als een kwaadaardige streek waar Gollem, Frodo Balings en Sam Gewissies doorheen leidt om ongezien bij de Zwarte Poort van Mordor te komen.

## Locatie en kenmerken
De Dode Moerassen liggen ten noordwesten van de Zwarte Poort en ten zuidoosten van de Emyn Muil. Het is een enorm netwerk van poelen, moerassen, en waterwegen. Het moerasland wordt gevoed door vele kleine rivieren die vanuit de heuvels naar beneden lopen. Er groeien riet en grassen en er zijn slangen, wormen en andere schepselen in het water, maar geen vogels. De lucht is dik met mist en dampen en deze verspreiden een vreselijke stank.
Ten oosten van de Dode Moerassen ligt de vlakte van Dagorlad waar onder andere de grote slag plaatsvond tijdens de Oorlog van het Laatste Bondgenootschap in het jaar 3434 van de Tweede Era. De Dode Moerassen breiden zich ieder jaar verder uit en slokken hiermee de Dagorlad langzaam op. Frodo en Sam zien in de brede poelen in het midden van de moerassen nog de gezichten van de dode Mensen, Elfen en Orks. Het is raadselachtig hoe dit drie millennia later nog mogelijk is. Frodo veronderstelt dat dit toverij van Sauron is.
In de schemering branden lichtjes. Deze zijn volgens Gollem de geesten van op de Dagorlad gesneuvelde doden, en hebben een hypnotische werking. Wie te lang in de lichtjes kijkt zal erdoor worden aangetrokken, in het water lopen en verdrinken, waarna hij zelf als dode vereeuwigd wordt en lichtjes aansteekt. Wanneer Sam dit hoort schudt hij Frodo wakker, die al in trance was door het te lang naar een lichtje staren.
In de film The Two Towers redt Gollum hier Frodo als die in een van de poelen valt.

## De queeste van de Ring
Gollem kent de Dode Moerassen goed aangezien hij rond Mordor gezworven heeft. Op 1 februari 3018 van de Derde Era wordt hij daar gevangen door Aragorn. Een jaar later, op 1 maart 3019, leidt Gollem Frodo en Sam door de Dode Moerassen. Gollem had een geheime weg erdoorheen gevonden. Zo vermijden zij Dagorlad, waar ze waarschijnlijk zouden worden gezien en gevangen. Ze komen op de ochtend van 2 maart uit de moerassen, waarna ze richting de Zwarte Poort van Mordor gaan.